# Lou Harrison
Lou Silver Harrison (ur. 14 maja 1917 w Portland w stanie Oregon, zm. 2 lutego 2003 w Lafayette w stanie Indiana) – amerykański kompozytor.

## Życiorys
Jako dziecko uczył się gry na skrzypcach i fortepianie. W latach 1934–1935 był uczniem Henry’ego Cowella w San Francisco, studiował też u Arnolda Schönberga na Uniwersytecie Kalifornijskim w Los Angeles (1941). Od 1937 do 1940 roku wykładał na Mills College. Na przełomie lat 30. i 40. współpracował z Johnem Cage’em. W latach 1945–1948 pisywał krytyki muzyczne do View, Modern Music i New York Herald Tribune. Podczas pobytu w Nowym Jorku był uczniem Virgila Thomsona. Był wykładowcą Reed College w Portland (1949–1950) i Black Mountain College (1951–1952). Dwukrotny laureat stypendium Fundacji Pamięci Johna Simona Guggenheima (1952 i 1954). W 1953 roku poznał Harry’ego Partcha, pod wpływem którego zaczął eksperymentować z możliwościami dźwiękowymi instrumentów. Od 1954 roku mieszkał w Aptos w Kalifornii. W latach 1961–1962 odbył podróż na Daleki Wschód. W 1963 roku wykładał w East-West Center na Uniwersytecie Hawajskim. Od 1967 do 1980 roku wykładał na San Jose State University, a od 1980 do 1985 roku na Mills College w Oakland.
Napisał muzykę do filmów Jamesa Broughtona Nuptiae (1971), Devotions (1983) i Scattered Remains (1988), w tym drugim wystąpił też jako aktor. Jego długoletnim partnerem życiowym był William Colvig (1917–2000). Zmarł na atak serca w trakcie podróży na Uniwersytet Stanu Ohio, gdzie miało odbyć się spotkanie poświęcone jego twórczości.

## Twórczość
Charakterystyczna dla twórczości Harrisona jest predylekcja do perkusji, liczne utwory pisał na perkusję solo lub w nietypowych zestawieniach z innymi instrumentami. Był promotorem muzyki współczesnej, dyrygował premierowym wykonaniem III Symfonii Charlesa Ivesa (1946). Jego własny styl muzyczny cechuje się eklektyzmem. Od lat 50. na szeroką skalę stosował naturalny strój instrumentów. W latach 60., po pobycie na Dalekim Wschodzie, zaczął wykorzystywać w swoich kompozycjach instrumenty egzotyczne. Konstruował także własne instrumenty muzyczne.

## Ważniejsze kompozycje
(na podstawie materiałów źródłowych)

### Utwory orkiestrowe
- Suita na orkiestrę smyczkową (1936, 2. wersja 1960)
- Symphony no. 3 (1937–1982)
- Elegiac Symphony (1941–1975)
- Alleluia (1944)
- 2 suity na orkiestrę smyczkową (1947, 1948)
- Symfonia G-dur (1948–1954, 2. wersja 1961)
- Suita na skrzypce, fortepian i małą orkiestrę (1951)
- 7 Pastorales na orkiestrę kameralną (1952)
- Simfony in Free Style na 17 fletów, 5 harf, 8 altówek, puzon, fortepian, czelestę, bęben i dzwony (1956)
- Koncherto na skrzypce i 5 perkusji (1959)
- Moogun-khwa na koreańską orkiestrę dworską (1961)
- Pacifica rondo na orkiestrę kameralną (1963)
- Last Symphony (1990)
- A Parade for M.T.T. (1995)

### Utwory na perkusję
- Canticle I–III (1939–1941)
- Concerto no. 1 na flet i 2 perkusje (1939)
- Song of Queztecoatl na kwartet perkusyjny (1940)
- Double Music na kwartet perkusyjny, wspólnie z Johnem Cage’em (1941)
- Fugue na kwartet perkusyjny (1941)
- Labirynth na 11 wykonawców i 91 instrumentów perkusyjnych (1941)
- Scenes from William Morris na flet, trio smyczkowe, harfę i perkusję (1955)
- Koncert na skrzypce i orkiestrę perkusyjną (1959)
- Concerto in slendro na skrzypce solo, czelestę, 2 fortepiany i perkusję (1961)
- Quintal taryung na 2 flety i changgo (1961)
- Majestic fanfare na trąbki i perkusję (1963)
- Beverly’s Troubadour Piece na harfę i 2 perkusje (1968)
- Suita na gitarę i perkusję (1978–1979)
- Threnody for Carlos Chávez na altówkę i gamelan (1978)
- Ariadne na flet i perkusję (1987)
- Varied Trio na flet, fortepian i perkusję (1987)

### Utwory kameralne
- Music for Violin with Various Instruments (1969)
- Motet for the Day of Ascension na 7 instrumentów smyczkowych (1946)
- Siciliana na kwintet dęty (1945)
- Schoenbergiana na 6 instrumentów dętych drewnianych (1945)
- Suita nr 2 na kwartet smyczkowy (1950)
- Trio smyczkowe (1946)
- Suita na wiolonczelę i harfę (1949)
- Prelude na piri i fisharmonię (1962)
- At the Tomb of Charles Ives na zespół kameralny (1964)
- Avalokiteshvara na harfę i jaltarang (1965)
- Memory of Victor Jowers na klarnet i fortepian (1968)
- Harp Solo (1968)

### Utwory na instrumenty klawiszowe
- 6 sonat klawesynowych (1934–1943)
- Prelude and Sarabande na fortepian (1937)
- 3 sonaty fortepianowe (1938)
- Suita na fortepian (1943)
- Praises for Michael the Archangel na fortepian (1946)

### Utwory wokalno-instrumentalne
- Fragment from Calamus na alt lub bas i fortepian (1946)
- Holly and Ivy na głos, harfę i smyczki (1951)
- Mass na chór, trąbkę, harfę i smyczki (1939, 2. wersja 1954)
- Easter Cantata na głosy solowe, chór i orkiestrę (1946)
- Alma redemptoris mater na baryton, skrzypce, puzon i fortepian (1949)
- A Political Primer na głosy solowe, chór i orkiestrę (1951)
- Peace Piece 3 na głos, skrzypce, harfę i smyczki (1953)
- 4 Strict Songs na 8 barytonów i orkiestrę do słów kompozytora w języku esperanto (1955)
- A Joyous Procession and a Solemn Procession na chór, puzon i perkusję (1962)
- Nova odo na głos solo, chór, chór recytujący, perkusję, instrumenty orientalne i orkiestrę (1963)
- Haiku na głosy unisono, xiao, harfę i perkusję (1968)
- Peace Piece 2 na tenora, 3 perkusje, 2 harfy i kwartet smyczkowy (1968)
- Peace Piece 1 na głosy unisono, puzon, 3 perkusje, 2 harfy, organy i kwartet smyczkowy (1968)
- La koro sutro na chór, gamelan i orkiestrę perkusyjną (1972)
- Scenes from Cavafy na baryton, głosy męski i gamelan (1979–1980)
- The Foreman’s Song Tune na chór i gamelan (1983)

### Opery
- Rapunzel, libretto William Morris (1954)
- Young Caesar, libretto Robert Gordon (1971)

### Balety
- Changing World (1936)
- Green Mansions (1939)
- Something to Please Everybody (1939)
- Johnny Appleseed (1940)
- Omnipotent Chair (1940)
- Orpheus (1941–1969)
- Perilous Chapel (1948)
- Western Dance (1948)
- The Marriage at the Eiffel Tower (1949)
- Solstice (1949)
- Almanac of the Season (1950)
- Io and Prometheus (1951)
- Praises for Hummingbirds and Hawks (1951)

### Muzyka do sztuk teatralnych
- Peter Pan według J.M. Barriego (1934)
- Choephore według Ajschylosa (1937)
- Electra według Eurypidesa (1938)
- The Trojan Women według Ajschylosa (1938)
- A Winter’s Tale według Szekspira (1938)
- The Beautiful People według Williama Saroyana (1941)
- Cinna według Pierre’a Corneille’a (1957)